# Diospyros relit
Diospyros relit är en tvåhjärtbladig växtart som beskrevs av B. Walln. Diospyros relit ingår i släktet Diospyros och familjen Ebenaceae. Inga underarter finns listade i Catalogue of Life.